# David Haye
David Deron Haye (ur. 13 października 1980 w Londynie) – angielski bokser, były mistrz świata organizacji WBA w kategorii ciężkiej oraz WBC, WBA i WBO w kategorii junior ciężkiej (do 200 funtów), weganin z przyczyn etycznych.

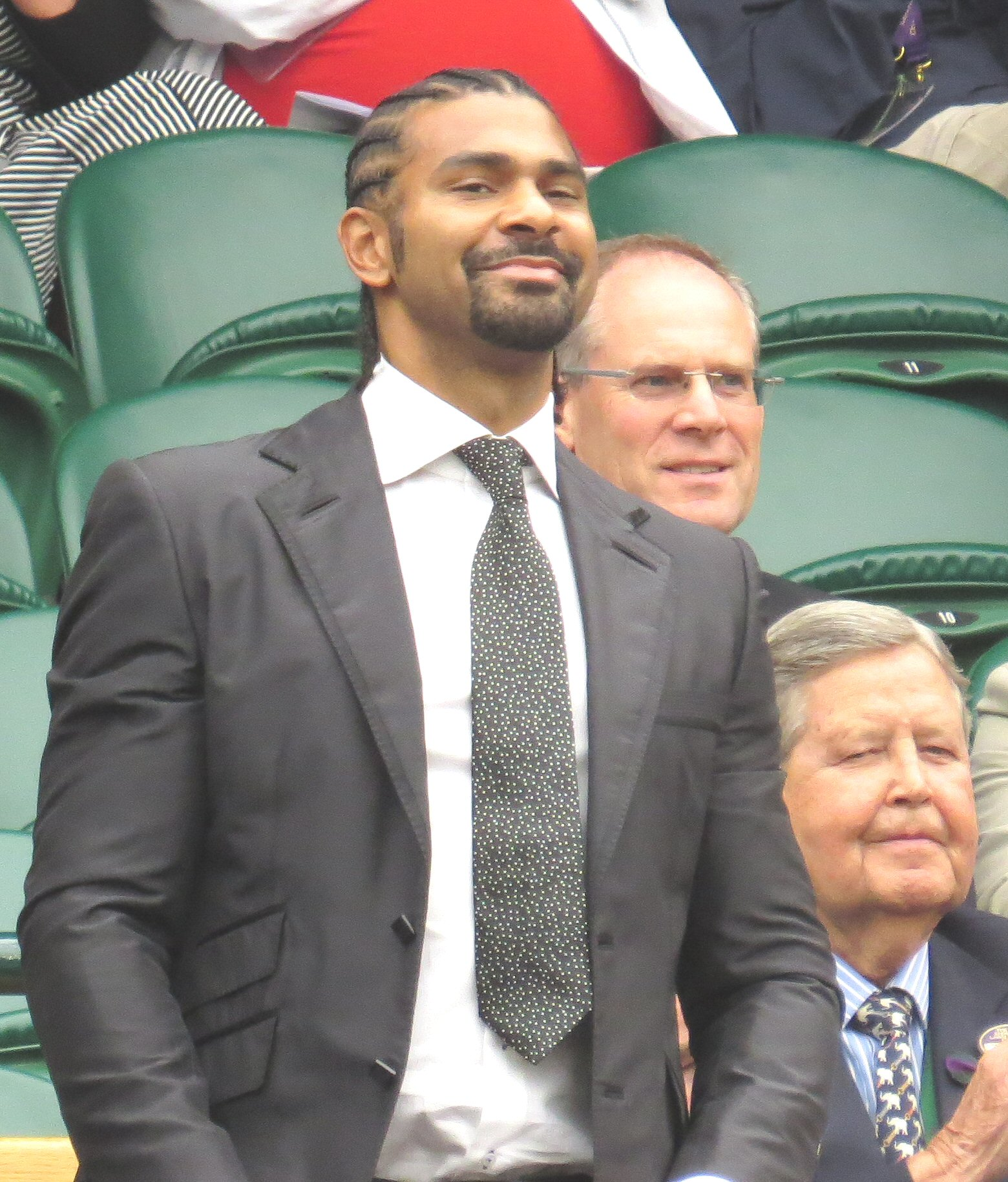
David Haye (2014)

## Kariera amatorska
W 1999 uczestniczył w mistrzostwach świata w boksie amatorskim w Houston, rywalizując w kategorii półciężkiej. Nie odniósł tam jednak sukcesu, przegrywając już w drugiej walce z Michaelem Simmsem. Dwa lata później na mistrzostwach świata w Belfaście, walcząc w kategorii ciężkiej, zdobył srebrny medal. W finale przegrał z Odlanierem Solísem.

## Kariera zawodowa
Na zawodowstwo przeszedł w grudniu 2002. W następnym roku wygrał siedem walk, wszystkie przed czasem. 12 maja 2004 wygrał przez techniczny nokaut w trzeciej rundzie z byłym mistrzem świata IBF, Arthurem Williamsem, natomiast 10 września 2004 doznał pierwszej porażki w zawodowej karierze, przegrywając po technicznym nokaucie w piątej rundzie z byłym mistrzem WBO, czterdziestoletnim już wtedy Carlem Thompsonem.
Po stoczeniu kilku zwycięskich pojedynków z mniej znanymi bokserami, 16 grudnia 2005 roku zmierzył się w walce o tytuł zawodowego mistrza Europy z Ołeksandrem Hurowem. Haye znokautował Ukraińca w pierwszej rundzie. Brytyjczyk obronił ten tytuł dwukrotnie, po czym 17 listopada 2006, w walce eliminacyjnej WBC, pokonał przez techniczny nokaut w dziewiątej rundzie Giacobbe Fragomeniego.
W kwietniu 2007 już w pierwszej rundzie rozprawił się z Polakiem Tomaszem Boninem. Następnie 10 listopada 2007 zmierzył się z Jeanem-Markiem Mormeckiem, a stawką pojedynku były pasy mistrzowskie WBC i WBA. Haye pokonał Francuza przez techniczny nokaut w siódmej rundzie, choć sam leżał na deskach w rundzie czwartej. 8 marca 2008 wygrał walkę unifikacyjną z mistrzem WBO, Enzo Maccarinellim, pokonując go w drugiej rundzie przez techniczny nokaut.
12 maja 2008 zrezygnował z tytułu mistrza świata WBC. Niedługo potem oddał też tytuły organizacji WBA oraz WBO i zmienił kategorię wagową na ciężką. 15 listopada 2008, w pierwszej walce w nowej kategorii wagowej, pokonał przez techniczny nokaut w piątej rundzie Monte Barretta. Amerykanin pięć razy leżał na deskach: po dwa razy w rundach trzeciej i czwartej oraz jeden raz w rundzie piątej. Barrettowi został również odebrany punkt za uderzenie leżącego rywala po tym, jak Haye poślizgnął się i upadł na ring.
7 listopada 2009 pokonał na punkty Nikołaja Wałujewa i został nowym mistrzem świata WBA w kategorii ciężkiej. 3 kwietnia 2010 po raz pierwszy obronił tytuł, pokonując Johna Ruiza przez techniczny nokaut w dziewiątej rundzie, a 13 listopada 2010, w drugiej obronie, wygrał z Audleyem Harrisonem przez techniczny nokaut w trzeciej rundzie.
W lipcu 2011 zmierzył się w walce unifikacyjnej z mistrzem świata organizacji WBO i IBF Wołodymyrem Kłyczko. Brytyjczyk przegrał zdecydowanie na punkty (108–118, 109–117, 110–116) i stracił pas mistrzowski WBA.
11 października 2011 Haye ogłosił, że nie zamierza przedłużać swojej licencji bokserskiej. W lutym 2012 na konferencji prasowej po walce Derecka Chisory z Witalijem Kłyczką wraz ze swoim trenerem wdał się w bójkę z Chisorą. Pięć miesięcy później doszło do pojedynku obu bokserów – Haye pokonał Chisorę przez techniczny nokaut w piątej rundzie.
29 czerwca 2013 miało dojść do pojedynku Brytyjczyka z Manuelem Charrem, został on jednak odwołany z uwagi na kontuzję lewej ręki, doznanej przez Haye’a w maju podczas treningu. Następnie 28 września 2013 Haye miał się zmierzyć z Tysonem Fury’m. Walka została jednak odwołana z uwagi na kontuzję Haye’a – doznał on rozcięcia łuku brwiowego nad lewym okiem, które wymagało założenia sześciu szwów. Pojedynek został początkowo przełożony na 8 lutego 2014, jednak został ponownie odwołany, bowiem w listopadzie 2013 Haye musiał się poddać operacji ramienia.
Ostatecznie po wielu miesiącach leczenia kontuzji i rehabilitacji Haye powrócił na ring 16 stycznia 2016 w Londynie, nokautując w pierwszej rundzie Marka De Mori. 21 maja 2016 w Londynie pokonał pięściarza z Kosowa Arnolda Gjergjaja (29-1, 21 KO), przez techniczny nokaut w drugiej rundzie. Waga Haye’a przed walką wynosiła 101,6 kg.
4 marca 2017 w londyńskiej O2 Arena, przegrał przez techniczny nokaut w jedenastej rundzie z rodakiem Tonym Bellewem. W rewanżu 5 maja 2018 w O2 Arena ponownie przegrał przed czasem. W piątej rundzie walka została przerwana. Po pojedynku Haye ogłosił zakończenie sportowej kariery.